# Sfera orbitale
Sfera orbitale (Orbitsville) è un romanzo di fantascienza dello scrittore nord irlandese Bob Shaw, pubblicato nel 1975.
Il romanzo, il primo di una trilogia appartenente al cosiddetto Ciclo di Orbitsville, è considerato essere una delle opere più ispirate dell'autore vincendo, nel 1976, il Premio BSFA.

## Storia editoriale
Il romanzo è stato pubblicato per la prima volta negli Stati Uniti sulla rivista Galaxy Science Fiction, a puntate nei numeri di giugno, luglio e agosto 1974. Seppure l'opera sviluppa alcuni temi precedentemente trattati nel romanzo I burattinai (Ringworld, 1970) dello scrittore Larry Niven, Bob Shaw sostiene che l'idea per il suo romanzo gli venne prima dell'uscita dell'opera di Niven.
Nel 1975 il romanzo è stato ripubblicato in Gran Bretagna in edizione rilegata; l'anno successivo il libro è stato pubblicato in Italia con il titolo Sfera orbitale.
Nel 1976 il libro si è aggiudicato il Premio BSFA, classificandosi terzo per l'assegnazione del Premio John Wood Campbell Memorial.

## Trama
L'umanità ha scoperto il volo spaziale più veloce della luce e ha esplorato la zona della galassia più vicina alla Terra, ma in 100 anni ha scoperto solo un altro pianeta abitabile, "Terranova". La colonizzazione dello spazio è gestita dalla potentissima società Starflight, armatrice di tutte le astronavi terrestri. La Starflight ha potere illimitato anche sulle nazioni terrestri, ed è amministrata dall'abietta e crudele, Elizabeth Lindstrom.
Il capitano di una di queste navi, Vance Garamond, mentre è in attesa di essere ricevuto da Elizabeth Lindstrom prima della partenza per un viaggio di esplorazione, non riesce a impedire un incidente mortale nel quale perde la vita il figlio della presidentessa, Harald. Vance, sicuro che la vendetta di Lindstrom si abbatterà non solo su di lui, ma anche sulla moglie Aileen e sul figlio Chris, temendo per la loro vita, fugge nello spazio portandoli con sé a bordo dell'astronave al suo comando, la Bissendorf. Vance non ha molte opzioni di fuggire alle astronavi della Starflight lanciate alla sua ricerca, poiché le provviste stipate a bordo consentono al numeroso equipaggio solo un anno di sopravvivenza e Terranova, l'unico altro pianeta abitabile conosciuto, è controllato dalla Starflight.
Vance decide di indagare su una vecchia teoria come tentativo disperato. Un'antichissima mappa, ritrovata tra le testimonianze di una civiltà estintasi milioni di anni prima, riportava una stella che non è più presente sulle mappe più recenti; Vance ipotizza che la stella sia stata occultata artificialmente e guida l'equipaggio verso la zona dello spazio dove le antiche testimonianze collocavano la stella. Dopo quattro mesi di viaggio la Bissendorf giunge a destinazione ma le analisi degli strumenti di bordo non rivelano alcuna stella; ulteriori indagini però rivelano un'incredibile gigantesca sfera di Dyson creata artificialmente che circonda completamente la stella che stavano cercando, rendendola invisibile. La sfera è costituita da materiale sconosciuto indistruttibile ed è cava: la sua vastissima superficie interna è abitabile ma vi è un solo ingresso. Migliaia di antichi relitti di navi stellari stazionano vicino all'ingresso. La superficie interna, 625 milioni di volte più vasta della superficie terrestre, è ricoperta da terreno fertile e vegetazione, con montagne e fiumi. Il sole al centro illumina la superficie della sfera e un meccanismo artificiale proietta ombre regolari, simulando l'alternanza di giorno e notte e la ciclicità delle stagioni.
L'equipaggio della Bissendorf esplora sia l'esterno del guscio sferico che le vicinanze dell'ingresso. All'interno, la comunicazione radio e la navigazione spaziale è impossibile per ragioni sconosciute. Vance avvisa la Terra della scoperta di quella che chiamano Orbitsville e Lindstrom arriva presto con una piccola flotta, prendendo possesso della sfera per conto della Starflight. Con sollievo di Vance, la sua scoperta sembra averlo reso famosissimo sulla Terra, tanto che Lindstrom deve desistere dai propositi di vendetta; tuttavia, anche se sembra averlo perdonato, Elizabeth Lindstrom odia ancora il capitano, ritenendolo colpevole della morte del figlio.
Le astronavi della Starflight iniziano a sbarcare i coloni che si insediano in prossimità dell'ingresso alla sfera, fondando quella che viene chiamata Beachhead City. A poca distanza dall'insediamento terrestre viene scoperta una civiltà piuttosto primitiva di extraterrestri. Gli alieni, subito soprannominati "clown" dai terrestri, non comunicano né sembrano reagire alle attenzioni dei nuovi arrivati. Non trascorre molto tempo prima che gli umani inizino ad attaccare gli alieni, fomentati da finte informazioni diffuse dalla Starflight, che vorrebbero i clown essere responsabili dell'estinzione delle altre razze nel sistema solare di Orbitsville. Vance è critico nei confronti di Lindstrom, che vuole trasportare sulla sfera solo un piccolo numero di coloni terrestri per mantenere la richiesta alta e ottenere un più elevato guadagno dal pagamento delle quote di viaggio. Vance, al contrario, vorrebbe che Orbitsville fosse liberamente disponibile per tutta l'umanità.
Durante un volo di esplorazione del sistema solare di Orbitsville, la Bissendorf viene sabotata su ordine della Lindstrom. Vance e il suo equipaggio perdono il controllo, rischiando di schiantarsi contro la sfera. Grazie all'intuizione di alcuni membri dell'equipaggio la Bissendorf viene diretta verso l'apertura di Orbitsville, scongiurando lo schianto contro di essa, ma portandola a precipitare verso l'interno della sfera, atterrando con gravi danni all'astronave, a più di 15 milioni di chilometri dall'ingresso. Mentre la maggior parte dell'equipaggio decide di non fare ritorno a Beachhead City, Vance e altri costruiscono degli aeroplani con i materiali del relitto della Bissendorf e iniziano quello che sarà un lunghissimo viaggio della durata stimata di tre anni. Nel frattempo Lindstrom, credendo il suo piano riuscito e Vance morto, attira con l'inganno Aileen e Chris nella sua residenza, imprigionandoli, riservandosi di uccidere il ragazzo trascorsi alcuni anni.
Il viaggio prosegue con alcune vicissitudini: alcuni aerei subiscono avarie e gli equipaggi sono costretti a organizzare la loro futura sopravvivenza lontano da casa. Vance e i suoi uomini hanno un incontro con un'altra razza aliena, anch'essa tecnologicamente arretrata, e si convincono che tutta Orbitsville, nel corso dei millenni, sia stata popolata da innumerevoli specie senzienti. Ulteriori avarie rendono il viaggio sempre più a rischio e la monotonia causa l'apaticità degli equipaggi: difficilmente il viaggio potrà continuare per altri due anni. Vance si abitua lentamente all'idea che sua moglie e suo figlio siano stati uccisi da Lindstrom.
Inaspettatamente, Vance e compagni sorvolano una vasta area di diverso colore che presenta insolite caratteristiche fisiche: si scopre che l'area è che un altro ingresso sigillato molto tempo prima per ragioni ignote. Si scopre che è possibile forare il materiale che sigilla l'apertura, al contrario dello scudo della sfera che, invece, è indistruttibile. Attraverso il foro Vance trasmette via radio un messaggio a Beachhead City. Un'astronave accorre e, allargando l'apertura, trae in salvo Vance e i suoi. A bordo il capitano viene a sapere che la sua famiglia è ancora viva ma, conscio che anche Lindstrom ha ricevuto il messaggio radio, si affretta a tornare a Beachhead City. Una volta arrivato, Vance viene accolto come un eroe. Riesce appena in tempo a trovare la sua famiglia e liberarla dalla violenza di Lindstrom prima che lei possa uccidere Chris per vendetta. Una telecamera di un giornalista ha ripreso il tentativo di omicidio di Chris messo in atto da Lindstrom che viene arrestata e successivamente deposta. Un nuovo governo decide di revocare le restrizioni sulla colonizzazione di Orbitsville imposte da Lindstrom: un gran numero di nuovi insediamenti terrestri si sviluppa attorno alle migliaia di altri ingressi scoperti. Tuttavia, come aveva previsto Vance, la sfera gigante porrà fine all'evoluzione umana. I coloni sono impegnati nell'agricoltura e si sforzano di vivere la loro quotidianità. A poco a poco, a causa dei pochi stimoli e della mancanza di differenze tra le diverse colonie, le persone perdono interesse a viaggiare tra i diversi insediamenti. Anche i viaggi nello spazio e la sua esplorazione si interrompono e Orbitsville diventerà, probabilmente, l'ultima dimora dell'umanità.

## Edizioni
- (EN) Bob Shaw, Orbitsville 1/3, in Galaxy Science Fiction, 6 anno XXXV, UPD Publishing Corporation, giugno 1974.
- (EN) Bob Shaw, Orbitsville 2/3, in Galaxy Science Fiction, 7 anno XXXV, UPD Publishing Corporation, luglio 1974.
- (EN) Bob Shaw, Orbitsville 3/3, in Galaxy Science Fiction, 8 anno XXXV, UPD Publishing Corporation, agosto 1974.
- (EN) Bob Shaw, Orbitsville, 1ª ed., Londra, Gollancz, 1975,  p. 224, ISBN 0-575-01909-3.
- Bob Shaw, Sfera orbitale, traduzione di Giampaolo Cossato, Sandro Sandrelli, Cosmo Argento, n. 55, Milano, Editrice Nord, 1976,  p. 194.
- (DE) Bob Shaw, Orbitsville, traduzione di Tony Westermayr, Goldmann Science Fiction, n. 216, Monaco di Baviera, Goldmann, 1976,  p. 158, ISBN 978-3-442-23216-1.
- (FR) Bob Shaw, Orbitville, OPTA - Anti-mondes, n. 27, Parigi, OPTA, 1976,  p. 259, ISBN 978-2-7201-0063-5.
- (NL) Bob Shaw, Het Stalen Paradijs, traduzione di Hans van Dongen, Gradivus SF, Gradivus, 1979,  p. 220, ISBN 978-90-6317-881-9.
- Bob Shaw, Sfera orbitale, in Universo Orbitsville, traduzione di Giampaolo Cossato, Sandro Sandrelli, Tascabili Omnibus, n. 8.47, Milano, Editrice Nord, 1993,  p. 594.